# زنان در تایلند
زنان در تایلند جزء اولین زن‌های آسیا بودند که در سال ۱۹۳۲ حق رأی به آنها داده شد. آنها در سیاست تایلند کمتر نماینده هستند. ینگلاک شیناواترا، به عنوان یک زن، از سال ۲۰۱۱ تا ۲۰۱۴ نخست‌وزیر بود. نقش زنان در توسعه ملی تایلند هنوز کاملاً مشخص نشده‌است. عواملی که بر مشارکت زنان در عرصه اقتصادی و اجتماعی تأثیر می‌گذارد شامل آگاهی ناکافی جنسیتی در روند سیاست گذاری و برنامه‌ریزی و کلیشه‌های اجتماعی می‌باشد.

## سیاست
علی‌رغم عدم وجود محدودیت‌های قانونی برای زنان شرکت کننده در عرصه سیاسی تایلند، عواملی که مانع ظهور زنان در فعالیت‌های سیاسی شده‌است شامل موانع ساختاری، موانع فرهنگی، دستاوردهای تحصیلی پایین، پایین آمدن وضعیت اقتصادی و تقسیم قدرت با جنس مخالف است. تنها در ۵ ژوئن سال ۱۹۴۹ بود که اوراپین چایاکان اولین زنی شد که برای تصدی پست در مجلس ملی پادشاهی تایلند (به‌طور خاص، مجلس نمایندگان) انتخاب شد.
اولین افسر زن ارتش که به دفتر سیاسی در تایلند منتصب شد، سرهنگ دوم تیتا رانگزیتپول مانیتکول (متولد تیتیا رانگزیتپول، ۸ نوامبر ۱۹۶۶) بود. او یک سیاستمدار تایلندی و عضو سابق مجلس نمایندگان است که از سال ۲۰۰۱ تا ۲۰۰۵ در این مجلس خدمت کرده‌است.

## کسب و کار
در حوزه کارآفرینی، جمعیت زنان تایلند ۴۷ درصد از نیروی کار این کشور را تشکیل می‌دهد که بیشترین درصد زنان شاغل در منطقه آسیا و اقیانوسیه را تشکیل می‌دهد. با این حال، این زنان به دلیل «تمرکز در مشاغل کم درآمد» نیز با استخدام تبعیض و نابرابری جنسیتی در رابطه با دستمزدها روبرو هستند.

## ازدواج
براساس اعلام دفتر ملی آماری تایلند، زنان تایلندی در سنین پایین‌تر از مردان ازدواج می‌کنند و ۲۴ درصد از خانوارهای تایلندی دارای زنانی هستند که به عنوان «سرپرست خانوار» شناخته می‌شوند.
تایلند تجاوز زناشویی را در سال ۲۰۰۷ ممنوع اعلام کرد.

## تکامل حقوق زنان
در تایلند، حقوق زنان طبق قوانین کار مستلزم آن است که زن و مرد مطابق با کاری که انجام می‌دهند پرداخت می‌شود. در سال ۱۹۷۴، کانیتا ویچنچارون بنیانگذار انجمن ارتقاء وضعیت زنان (APSW) شد، انجمنی متشکل از زن و مرد، که برای تجدید نظر و اصلاح قوانین اقدام به ارائه اصلاحات و اصلاح قوانین برای حمایت بهتر از زنان و کودکان کردند. در قانون اساسی سال ۱۹۷۷ تایلند، زنان موظف بودند از حقوق و حمایت‌های برابر برخوردار شوند. با این حال، برخی از نابرابری‌ها در قانون باقی مانده‌است. هیچ قانونی در مورد منع امور زنان ممنوع نیست، اما تعداد معدودی از زنانی که دارای دفتر هستند، وجود دارد. بزرگترین مشکل نابرابری جنسیتی هنگام بروز خشونت خانگی و قاچاق است. آزار و اذیت جنسی در سال ۱۹۹۸ غیرقانونی شد، اما سالیانه موارد زیادی از آزار و اذیت جنسی به پلیس تایلند گزارش شده‌است اما تعداد کمی از آنها به دلیل مشکلات ناشی از اثبات در پرونده محاکمه می‌شود. هنوز قوانین داخلی در قانون اساسی این کشور تصویب می‌شود و الزام به اثبات سوء استفاده داخلی، محاکمه تقریباً غیرممکن است.

## تحصیلات
به‌طور سنتی، تحصیلات دخترانه بیشتر در خانه انجام می‌شد، همراه با کارهای خانگی، در حالی که پسران معمولاً برای آموزش به یک صومعه بودایی می‌روند. آموزش و پرورش به‌طور کلی برای کسب و کار و مشاغل در جنوب شرقی آسیا وجود ندارد.